# Danmarks industrielle Etablissementer
Danmarks industrielle Etablissementer i Billeder med Tekst. En Bog for den samlede Industri, dens Udøvere, Befordrere og Venner 1-3 er et bogværk om danske industrivirksomheder, hvoraf første bind blev udgivet af N. Malmgren 1887. Efter hans død udgav hans enke bind 2-3 i 1888-89. Værket beskriver og illustrerer 107 danske fabrikker, som de så ud ca. 1888, og er dermed en værdifuld industrihistorisk kilde.
Tegningerne blev udført af kunstnerne J.L. Ridter og Johan Thorsøe  og trykt hos Chr. Catos Etablissement.